# Open Air Filmfest Weiterstadt

Logo des Filmfests

Das Open Air Filmfest Weiterstadt ist ein 1977 ins Leben gerufenes internationales Filmfestival in Weiterstadt. Es findet jedes Jahr im Braunshardter Tännchen statt. Dort sind während der Veranstaltung mehrere Leinwände sowie auf dem nahegelegenen Bolzplatz ein als Kino genutztes Zirkuszelt aufgebaut.
Es laufen abwechselnd Kurz- und Langfilme mit internationaler Beteiligung. Neben Spielfilmen werden auch Dokumentarfilme gezeigt. Folgende Formate werden beim Filmfest abgespielt: 16 mm, 35 mm, Super-8, DVD und DCP.
Im Jahr 1999 fanden hier zum ersten Mal die „Jelkin“-Partys statt. Neben zahlreichen Angeboten, wie Live-Musik, gibt es seit 1997 einen Publikumswettbewerb um den Weiterstädter Filmhirsch für den besten Super-8-Film. Das Open Air Filmfest wird durch die Hessische Filmförderung finanziell unterstützt.
Beim Open Air Filmfest vom 16. bis 20. August 2007 wurden von der Filmjury unter 1300 Bewerbern aus 70 Ländern 200 Filme aus 30 Nationen ausgewählt.